# Ivan Lupis
Giovanni Luppis,  avstro-ogrski mornariški častnik, inženir ter izumitelj, * 27. avgust 1813, Reka † 11. januar 1875, Milano.
Luppis je izumitelj torpeda, ki je bil prvič proizveden v Whiteheadovem podjetju na Rijeki leta 1866.